# Karin Karlsbro

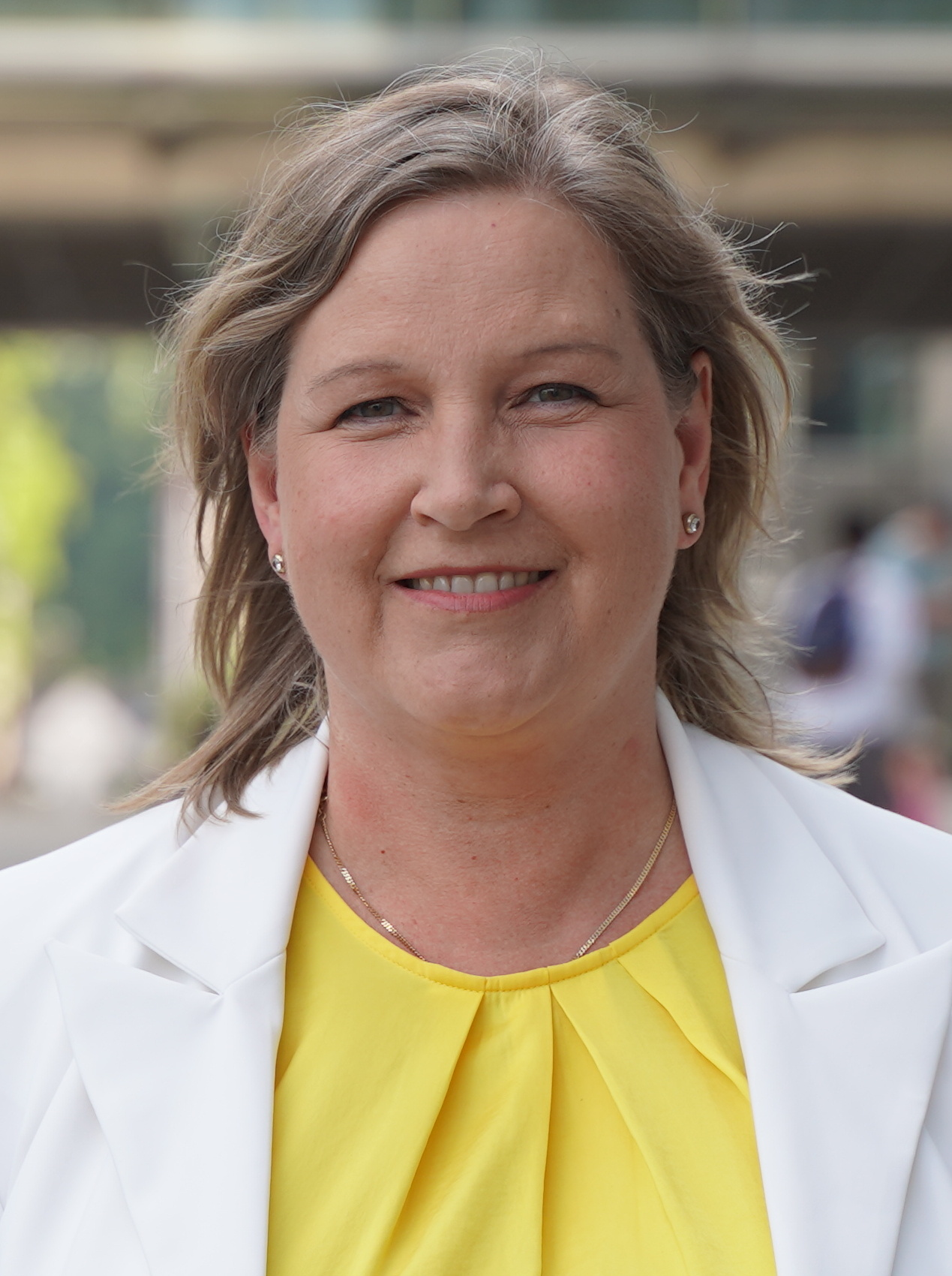
Karin Karlsbro (2024)

Karin Sonja Charlotta Karlsbro (geboren am 23. September 1970 in Roslags-Bro, Norrtälje, Stockholms län) ist eine schwedische Politikerin (Liberalerna). Seit der Europawahl 2019 ist Karlsbro Mitglied des Europäischen Parlaments als Teil der Fraktion Renew Europe.

## Leben

### Ausbildung
Karin Karlsbro wurde am 23. September 1970 im Dorf Roslags-Bro in der Gemeinde Norrtälje geboren und wuchs im Dorf Drottningdal in der gleichen Gemeinde auf. Nach ihrer Schulausbildung studierte sie Rechtswissenschaften an der Universität Stockholm. 2015 studierte sie internationale Beziehungen an der London School of Economics.

### Politik
Nach eigenen Angaben politisierte sich Karlsbro bereits in ihrem Elternhaus, in dem häufig gesellschaftliche Fragen am Küchentisch diskutieren wurden. Auch ihr frühes Vereinsengagement im Schwedischen Missionsverbund (Svenska Missionskyrkans Ungdom, SMU) soll sie zu einem Einstieg in die Politik motiviert haben. Bereits in ihrer Jugend trat sie der Liberalen Jugendliga bei, der Jugendorganisation der liberalen Partei Liberalerna. Von 1995 bis 1997 hatte sie das Amt der Vorsitzenden der liberalen Jugendorganisation inne. Als Vorsitzende der Organisation drängte Karlsbro weiter auf die Vertiefung der Zusammenarbeit mit der EU und setzte sich auch aktiv für eine schwedische NATO-Mitgliedschaft ein.
Ab 2000 leitete Karin Karlsbro das Parlamentsbüro der liberalen Folkpartiet. Bei den Reichstagswahlen 2002 erhielt die Folkpartiet 13,3 % der Stimmen und damit einen Zugewinnen von 17 auf 48 Mandate. In ihrer Rolle als Büroleiterin war sie unter anderem für eine umfassende Umstrukturierung der Fraktion verantwortlich, die mit deutlichen Vergrößerung dieser. Sie übte die Position bis 2006 aus, als die Folkpartiet nach den Reichstagswahlen Teil der Koalitionsregierung (Allianz für Schweden) wurde.
Mit dem Eintritt der Folkpartiet in die schwedische Regierung unter Fredrik Reinfeldt wechselte sie ins Büro der Integrationsministerin Nyamko Sabuni, wo sie als Büroleiterin und Beraterin tätig war. Ab Januar 2007 war Karlsbro eine der ersten Mitarbeiterinnen des neu eingeführten Ministeriums für Integration und Gleichstellung der Geschlechter unter der Leitung von Nyamko Sabuni.
2012 übernahm Karlsbro den Vorsitz der Grünen Liberalen, eines landesweiten Netzwerks innerhalb der Liberalen mit Schwerpunkt auf Umwelt- und Nachhaltigkeitsfragen. Sie war damit auch umweltpolitische Sprecherin ihrer Partei. Zwischen September und Oktober 2014 hatte sie kurz ein Mandat im Reichstag inne und ersetzte vertrat vorübergehend den Abgeordneten Erik Ullenhag.
Von 2010 bis 2015 war Karlos selbständig tätig, in ihrer eigenen Beratungsfirma beschäftigte sie sich mit rechtlichen Fragen und Kommunikation. Im September 2015 übernahm sie die Leitung der Nachhaltigkeitsabteilung bei der Branchenorganisation Fastighetsägarna, wo sie bis 2019 arbeitete. Parallel dazu war Karlsbro von 2014 bis 2018 Fraktionsvorsitzende der liberalen Gruppe in ihrer Heimatgemeinde Norrtälje. Ebenso war Karlsbro erste stellvertretende Vorsitzende der Liberalen im Bezirk Stockholm, das Amt gab sie im Vorfeld des Europawahlkampfes 2019 auf.

### Wechsel ins Europaparlament

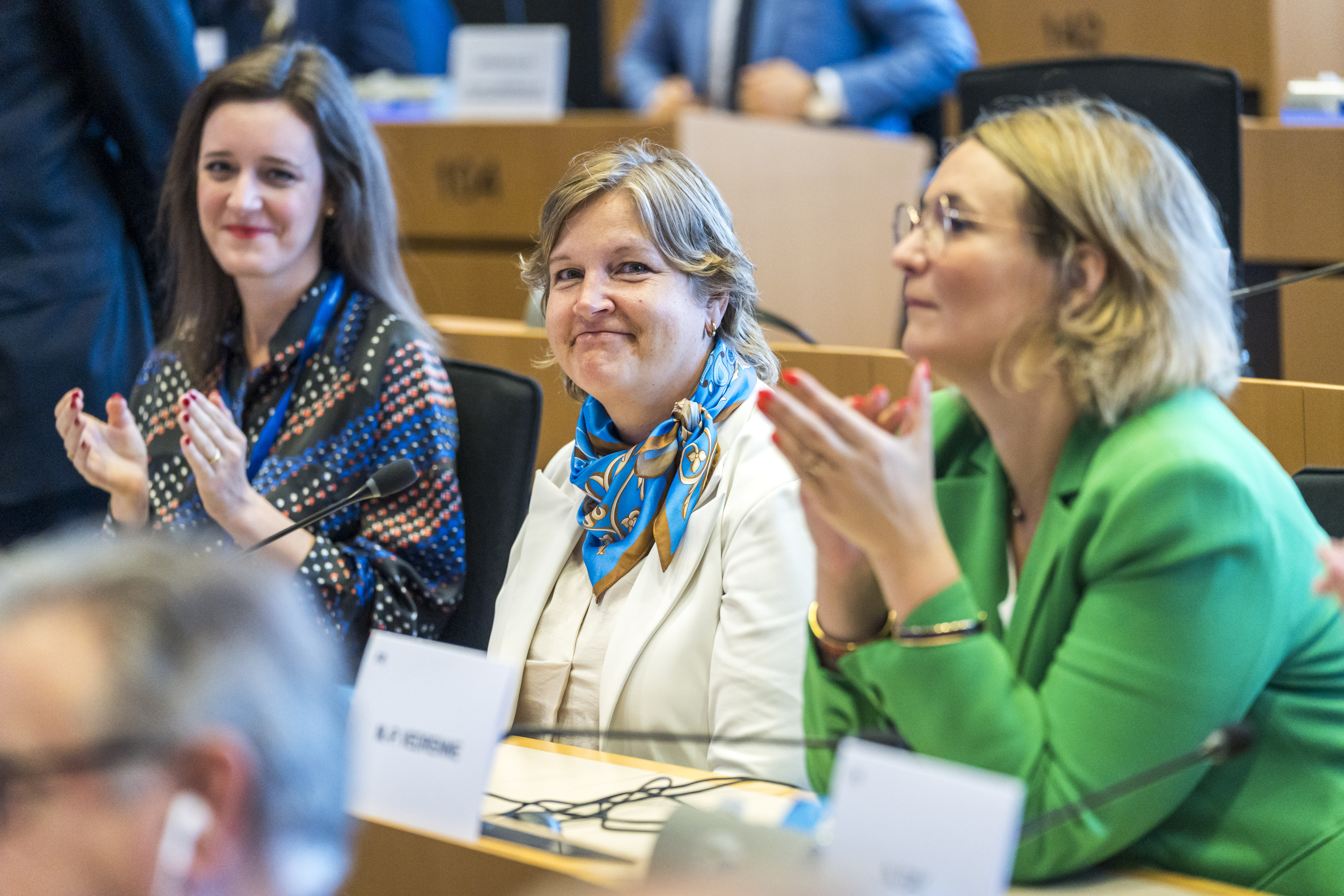
Seit 2024 ist Karlsbro eine der stellvertretenden Vorsitzenden des Ausschuss für internationalen Handel

Für die Europawahl 2019 nominierte ihre Partei sie im März 2019 für den ersten Listenplatz. Bei der Wahl verlor die Liberalerna deutlich an Stimmen (minus 5,8 Prozent) und errang nur eines der 21 schwedischen Mandate, Karlsbro selbst erhielt allerdings 15.826 Vorzugsstimmen und war damit die Kandidatin mit den siebtmeisten Stimmen schwedenweit. Karlsbro zog damit als einzige Vertreterin ihrer Partei ins Europaparlament. Dort schloss sie sich der neugegründeten liberalen Fraktion Renew Europe an. Für die Fraktion ist sie Mitglied im Ausschuss für internationalen Handel sowie im Unterausschuss Menschenrechte. Des Weiteren ist stellvertretendes Mitglied im Ausschuss für Umweltfragen, öffentliche Gesundheit und Lebensmittelsicherheit.

### Privat
Karlsbro ist verheiratet, Mutter dreier Töchter und wohnt in Brüssel, Stockholm und Roslagen.